# Heterogorgia grandicalyx
Heterogorgia grandicalyx är en korallart som beskrevs av Kükenthal 1924. Heterogorgia grandicalyx ingår i släktet Heterogorgia och familjen Plexauridae. Inga underarter finns listade i Catalogue of Life.